# Bel canto

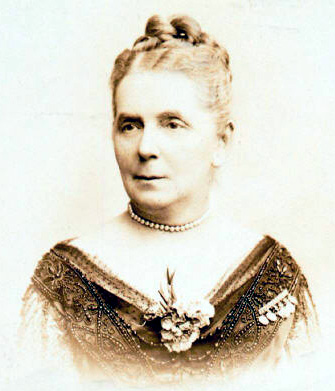
Mathilde Marchesi (1821 - 1913), faimoasă profesoară italiană de tehnică bel canto

Bel canto, scris dese ori și "belcanto", "Bel-Canto" ori "Bel Canto", (din italiană, "interpretare frumoasă"), este un stil de interpretare în muzica vocală, caracterizat de puritatea liniei melodice, avându-și originile in Italia in secolul  șaptesprezece și luând amploare în secolul al nouăsprezecelea, epocă muzicală numită Epoca Bel Canto.
Operele italienilor Gioacchino Rossini (1792 - 1868), Vincenzo Bellini (1801 - 1835) și  Gaetano Donizetti (1797 - 1848) pot exemplifica la superlativ acest stil interpretativ, care a cunoscut un maximum maximorum între 1805 și 1830.  Deși există unii specialiști care îl creditează pe compozitorul secolului al XVII -lea Pietro Cavalli cu introducerea stilului bel canto, o analiză stilistică atentă indică faptul că liniile melodice ale acestuia, line și fluente, aparțin unei alte epoci și, evident, unui alt stil muzical și interpretativ.

## Caracteristicile stilului
Interpretarea bel canto se caracterizează prin perfecțiunea echilibrului vocal, printr-un legato bine ponderat, un registru vocal ușor înalt, agilitate și flexibilitate de bună factură și un anumit timbru specific, ce ar putea fi caracterizat drept "dulce".  Operele cu pasaje solistice lungi și ornamentație muzicală bogată, consistente în termeni de frazare muzicală alternativă, respectiv folosind cadenza, se pretează cel mai bine stilului bel canto.  În esență, bel canto pune accentul pe tehnica interpretării și nu pe volumul livrării muzicale.  Astfel, unul din exercițiile menite a demonstra calitatea interpretării în tehnica bel canto constă în menținerea unei lumânări aprinse în apropierea gurii cântărețului în timp ce acesta cântă.  Ideal, curentul de aer ieșind din gura cântărețului nu trebuie să facă flacăra lumânării să se miște. 
În afara stilului și al epocii bel canto, metoda interpretativă poate fi folosită pentru a cânta chiar în alte stiluri, așa cum ar fi în verismo, wagnerian, verdian sau în diferite stiluri moderne, unele dintre ele nefiind exact conectate cu muzica clasică, așa cum este stilul interpretativ al soliștilor cunoscuții sub numele generic de crooners.  Studii geografice sugerează că tehnica vocală italiană bel canto, precum metode similare dezvoltate în Spania, decurg, foarte probabil, din metoda antică vocală, tehnică de interpretare care a evoluat odată cu evoluțiile culturilor din Orientul Mijlociu și din zona Mediteranei.  Există dovezi etno-muzicale care suportă această linie evolutivă. 

## Exemple video
- Gruberova Bellini's Puritani
- Diletta Rizzo Marin, Care Compagne - Bellini's Sonnambula
- Mariella Devia, Donizetti's Lucia di Lammermoor